# Gennadi Tsygankov
Gennadi Dmitrijevitsj Tsygankov (Russisch: Геннадий Дмитриевич Цыганков) ( Vanino, 16 augustus 1947 - Sint-Petersburg, 16 februari 2006) was een Sovjet-Russisch ijshockeyer. 
Tsygankov won tijdens de Olympische Winterspelen in 1972 en in 1976 de gouden medaille.
In totaal werd Tsygankov zesmaal wereldkampioen.
Tsygankov werd met HC CSKA Moskou achtmaal landskampioen. 